# فرنتس شیپوش
فرنتس شیپوش (مجاری: Ferenc Sipos; ۱۳ دسامبر ۱۹۳۲ – ۱۷ مارس ۱۹۹۷) بازیکن فوتبال اهل مجارستان بود.
از باشگاه‌هایی که در آن بازی کرده‌است می‌توان به باشگاه فوتبال ام‌تی‌کی بوداپست اشاره کرد.
وی همچنین در تیم ملی فوتبال مجارستان بازی کرده‌است.